# 統帥大飯店
統帥大飯店是位於臺灣花蓮縣花蓮市的一座旅館，於1977年開業，因在2018年花蓮地震中受損嚴重，已結束營業。

## 簡介
統帥大飯店位於花蓮市公園路，開業於1977年（民國66年），早期為花蓮市區的地標之一，亦為外地客常選擇的下榻處。近年來因花蓮地區許多設備更新穎的觀光飯店興起，使得統帥飯店的光環和全盛期相比顯得較為失色，改以接國外團客如中國大陸、日本、南韓為主。設有270間客房。
2018年2月6日，統帥大飯店於地震中受損嚴重，2樓以下全下陷，雖106名房客全數脫困，但也造成1名員工罹難；對於震災後續，統帥大飯店表示，除會給受傷、罹難員工及其家屬合理交代外，目前在職的84位員工將繼續聘用，並希望能原址重建，但需要董事會開會後決議。
2018年2月9日，花蓮縣政府開始拆除統帥大飯店。2018年2月13日，因地震受損的建築已全數拆除完畢。
2020年9月中，統帥飯店土地1,053坪，由台中知名建商以每坪39.5萬元價格買下，總價4億餘元。

## 外部連結
- 統帥大飯店官方網站